# Sohoton National Park
Het Sohoton National Park (ook wel Sohoton Natural Bridge National Park) is een 840 hectare groot nationaal park in het zuiden van het Filipijnse eiland Samar in het oosten van de Visayas. Het nationaal park is in 1935 gesticht.
Het park wordt doorkruist door diverse rivieren en er zijn diverse kalkstenen grotten te vinden. Een van de rivieren wordt door een natuurlijke brug overspannen. De bekendste grot is de Panhulugan I grot. De grot dicht bij de oevers van de rivier de Cadacan staat bekend om de vele indrukwekkende stalactieten en stalagmieten.
Sohoton bestaat nog grotendeels uit primaire laaglandbossen (zogenaamde dipterocarpbossen). Het park ligt in Groot-Mindanao en dat is ook aan de fauna te zien. Er komen soorten voor zoals het Filipijns spookdier en de Filipijnse vliegende kat. Daarnaast kan men hier vogels als Barletts dolksteekduif, de rosse neushoornvogel en de blauwnekpapegaai vinden. Ook de Filipijnse apenarend is hier eenmaal waargenomen.